# Liste des telenovelas et séries de TVI

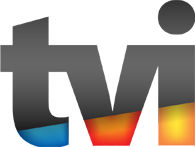
Logo de TVI.

Cet article présente la liste des telenovelas et séries de TVI par année de 1993 à aujourd'hui.

## Telenovelas

### Années 1990
- Telhados de Vidro
- Todo o Tempo do Mundo

### Années 2000
- Jardins Proibidos
- Olhos de Água
- Anjo Selvagem
- Filha do Mar
- Nunca Digas Adeus
- Sonhos Traídos
- O Último Beijo
- Tudo por Amor
- Amanhecer
- Saber Amar
- Coração Malandro
- O Teu Olhar
- Morangos com Açúcar
- Queridas Feras
- Baía das Mulheres
- Mistura Fina
- Ninguém como Tu
- Mundo Meu
- Dei-te Quase Tudo
- Fala-Me de Amor
- Tempo de Viver
- Doce Fugitiva
- Tu e Eu
- Ilha dos Amores
- Deixa-Me Amar
- Fascínios
- A Outra
- Feitiço de Amor
- Olhos nos Olhos
- Flor do Mar
- Deixa que Te Leve
- Sentimentos
- Meu Amor

### Années 2010
- Mar de Paixão
- Espírito Indomável
- Sedução
- Anjo Meu
- Remédio Santo
- Doce Tentação
- Louco Amor
- Doida por Ti
- Destinos Cruzados
- Mundo ao Contrário
- Belmonte
- O Beijo do Escorpião
- Mulheres
- Jardins Proibidos
- A Única Mulher
- Santa Bárbara
- La Vengeance de Veronica
- Ouro Verde
- A Herdeira
- Jogo Duplo
- Valor da Vida
- A Teia
- Prisioneira
- Amar Depois de Amar
- Na Corda Bamba

### Années 2020
- Quer o Destino
- Amar Demais
- Bem Me Quer
- Festa é Festa
- Para Sempre
- Quero é Viver
- Cacau [1]

## Séries

### Années 1990
- Trapos e Companhia
- Cluedo
- Sim, Sr. Ministro

### Années 2000
- Crianças S.O.S
- Super Pai
- Bons Vizinhos
- A Joia de África
- Ana e os Sete
- Morangos com Açúcar
- Olá Pai!
- Inspector Max
- Os Serranos
- O Clube das Chaves
- O Bando dos Quatro
- Detective Maravilhas
- Campeões e Detectives
- Equador

### Années 2010
- Portal do Tempo
- I Love It
- Bairro
- Massa Fresca
- Onde Está Elisa?
- A Teia
- Amar Depois de Amar

### Années 2020
- Ai a Minha Vida

### Sources
- (pt) Cet article est partiellement ou en totalité issu de l’article de Wikipédia en portugais intitulé « Lista de telenovelas da TVI » (voir la liste des auteurs).